# 紅蘇林
47°53′N 40°04′E / 47.883°N 40.067°E
紅蘇林（俄语：Кра́сный Сулин），是俄羅斯羅斯托夫州西部的一個城市，距首府羅斯托夫東北100公里。2002年人口44,187人。
根據2010年人口普查，當地有40,866人。
1797年建城，1926年設市。它是紅蘇林區的行政中心。